# Narasimha

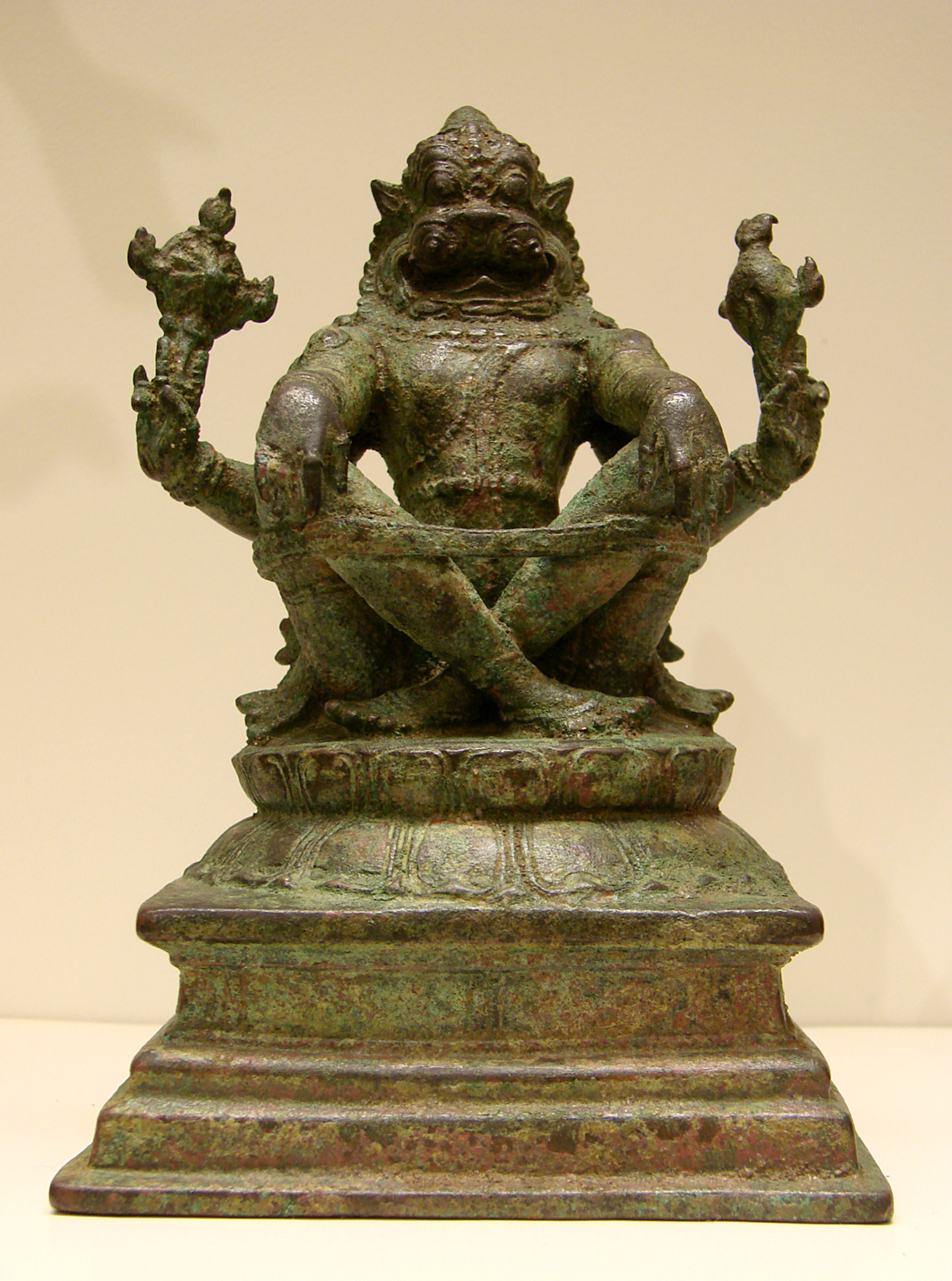
Narasimha

Narasimha (man-leeuw) (Ook wel gespeld als Narasingh of Narasinga) is beschreven als de vierde avatara (incarnatie) van Vishnoe in de oudere teksten van het hindoeïsme. Hij heeft een menselijk onderlichaam, het bovenlichaam van een leeuw en heeft ook de klauwen en de kop van een leeuw.
Hij wordt geëerd door een groot aantal mensen, en speciaal door groepen Vaishnava die rondtrekken, vooral in het zuiden van India. 

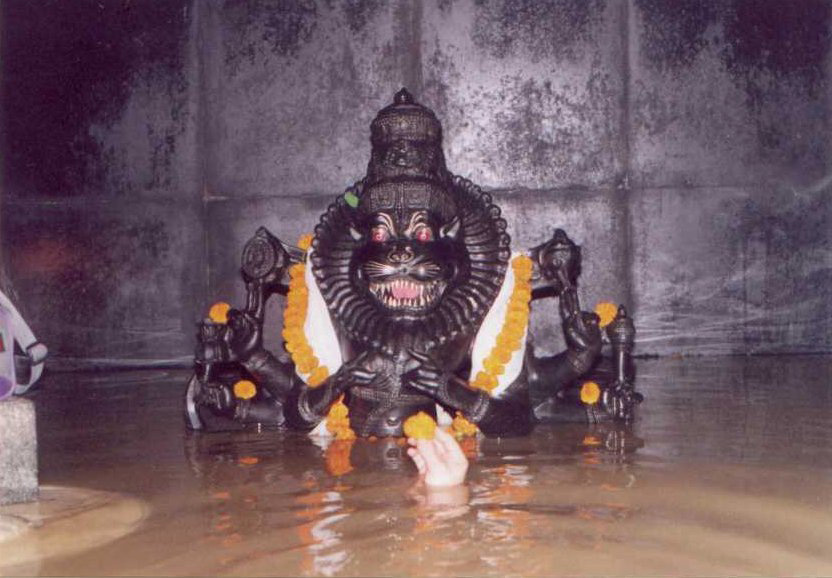
Het beeld van Narasimha tijdens een overstroming in Mayapur

Daar is Narasimha vooral bekend als "de grote verdediger" (vrij vertaald) omdat deze vorm van Vishnoe vooral beschermt in tijden van nood.
Het verhaal uit de Purana's rond deze incarnatie in het kort:
Vishnoe moest Hiranyakashipu doden, omdat hij de hele schepping deed lijden. Hij was zo machtig dat hij niet gedood kon worden door een mens, dier of god, niet door een wapen en niet bij dag of nacht.
Zijn zoon Prahlad vereerde echter Vishnoe als hoogste macht, wat Hiranyakashipu woedend maakte, maar hij kon zijn zoon niet doden. Om Prahlad te beschermen en de wereld van kwaad te bevrijden verscheen Vishnoe als een wezen dat half mens en half dier was. Hij doodde Hiranyakashipu met zijn klauwen, dus geen wapen, tijdens de schemering, dan is het noch dag noch nacht en bij de veranda van het paleis, dus niet binnen en ook niet buiten.
Uitgebreidere versies van dit verhaal staan bij Holi-Phagwa en half leeuw, half mens.
Matsya  · Koerma  · Varaha  · Narasimha · Vamana · Parashurama (krijger) · Rama (ideale man) · Krishna · Boeddha 

Toekomstig: Kalki